# El Temple (Granada)
La Mancomunidad de Municipios de El Temple, o simplemente El Temple es una mancomunidad subcomarca natural situada en el suroeste de la provincia de Granada, en España, que limita al norte con la Vega de Granada, al este con el Valle de Lecrín y al sureste con la Tierra de Alhama. Morfológicamente es una zona de campiñas alomadas, en el extremo sur de la Depresión de Granada, ya en contacto con las primeras estribaciones de la Sierra de las Albuñuelas. 
El origen del topónimo «Temple» se remonta al siglo XI, en el que el geógrafo andalusí Al-Udri cita al iqlim "Qamb Qays" –perteneciente a la Cora de Elvira–, derivando esta denominación hacia «Quempe», hasta llegar al Temple actual. Su nombre proviene de la contracción de Qamb –campus en latín– y Qays –antróponimo tribal de los Qaysíes, asentados en la Cora de Elvira, en el 741, bajo el mando de Balŷ–.[cita requerida]
La inexistencia de una cabecera de importancia en la comarca ha hecho que ésta pierda importancia e independencia con respecto a otras cabeceras de comarca próximas. Tradicionalmente El Temple ha estado ligado a Alhama de Granada e integrado por tanto en su ámbito de influencia comarcal. Un dato significativo es que los municipios están repartidos entre los partidos judiciales de Granada, Santa Fe y Loja, una vez desaparecido el Partido de Alhama.
Los municipios que integran esta comarca natural son: Agrón, Cacín, Chimeneas, Escúzar, La Malahá y Ventas de Huelma. Además se puede decir que gran parte del término municipal de Alhendín está englobado en la comarca natural del Temple, aunque su núcleo poblacional está más ligado a la Aglomeración Urbana de Granada, de la que forma parte. 
En la actualidad todos estos municipios, salvo Cacín -integrado en la "Comarca de Alhama" se han agrupado bajo el Grupo Proder "Valle de Lecrín-Temple" con la finalidad del fomento del desarrollo y explotación de los recursos endógenos de estas regiones rurales.

## Municipios
| Municipio        | Población | Superficie | Densidad |
| ---------------- | --------- | ---------- | -------- |
| Agrón            | 381       | 26,9       | 14,16    |
| Alhendín         | 6108      | 51         | 119,76   |
| Cacín            | 626       | 38,6       | 16,22    |
| Chimeneas        | 1499      | 90,7       | 16,53    |
| Escúzar          | 833       | 46,4       | 17,95    |
| La Malahá        | 1764      | 24,9       | 70,84    |
| Ventas de Huelma | 724       | 43         | 16,84    |

- Datos: Q5823495